# Laren (hockeyclub)
De Larensche Mixed Hockey Club is een Nederlandse hockeyclub uit Laren. De club kwam tot 2014 bij zowel de dames als bij de heren uit op het hoogste niveau. In 2014 degradeerde het herenteam en speelde het in de Promotieklasse. Na kampioen te worden in 2023 keerden de heren van Laren weer terug in de Hoofdklasse.

## Geschiedenis

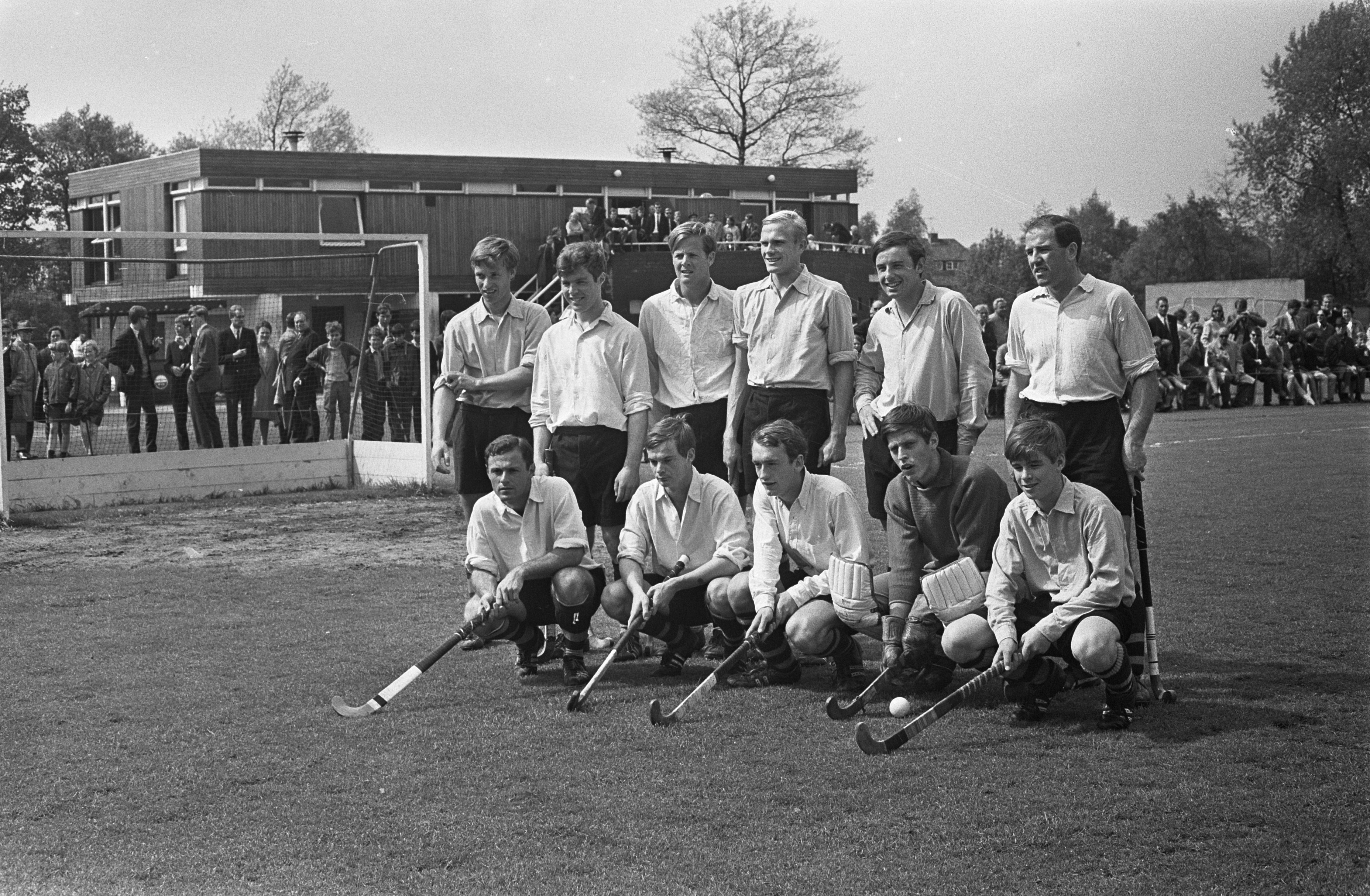
Het elftal van Laren in 1969

De club werd opgericht op 15 november 1923. Al in 1928 vestigde de club zich op de huidige locatie op het Sportpark Eemnesserweg. Daar kreeg de club de beschikking over eigen velden, waarop getraind en gespeeld kon worden. Aanvankelijk deed de club alleen aan vriendschappelijke wedstrijden, maar in het najaar van 1929 werd het lidmaatschap officieel aanvaard bij de hockeybond en kon de club voor het eerst deelnemen aan de competitie. 

Laren was in 1979 een van de eerste clubs met een kunstgrasveld, dat feestelijk werd geopend door cabaretier Paul van Vliet. Inmiddels beschikt de club over vijf kunstgrasvelden. Het eerste waterveld werd in 1994) geopend, en een zandveld werd in de zomer van 2012 omgebouwd tot waterveld. 

In 2002 werd begonnen met de bouw van een nieuw clubhuis, dat in 2003 geopend werd.

### Financiën
Net als topclubs HC Bloemendaal, HC Rotterdam, SCHC en HC Klein Zwitserland kreeg Laren te maken met financiële problemen, deels omdat sponsors afhaakten.
Op 3 maart 2014 besloten de leden tot een eenmalige contributieverhoging van € 200,- om het begrotingstekort van 2014 aan te vullen en noodzakelijk onderhoud van speelvelden te financieren. De helft van dat bedrag wordt gezien als lening.

De club had ook een bankschuld bij de ABN Amro van € 800.000 Later die maand maakte de bank, die tevens hoofdsponsor van de club is, bekend dat zij de helft van de schuld zouden kwijtschelden om de club te redden.

## Tophockey

### Heren 1
Het eerste herenteam behaalde de landstitel in 1956, 1961 en 1969. Die laatste landstitel had tot gevolg dat de club mocht deelnemen aan de tweede editie van de Europacup I in 1970 in Barcelona. Laren behaalde daar de tweede plaats. De mannen maakten hun debuut in de landelijke Hoofdklasse in 1975/76. In 1985 degradeerden de mannen naar de Overgangsklasse daar zouden zij blijven tot het kampioenschap en promotie in 2003. Na wederom een degradatie in 2006 meldden de heren zich aan het eind van het daaropvolgende seizoen met een kampioenschap in de Overgangsklasse bij de Hoofdklasse. In 2010 wisten de mannen voor het eerst de play offs om het landskampioenschap te halen. In de halve finales wonnen de mannen nog wel thuis nipt van Bloemendaal, maar op 't Kopje werd het 6-0 in de derde wedstrijd. Oud-bondscoach Roelant Oltmans bleef bij de mannen aan het roer staan, ook nadat zijn sponsor failliet ging.

### Dames 1
Het eerste damesteam werd in 1968 en 1969 kampioen van de westelijke eerste klasse en tweede bij het landskampioenschap achter respectievelijk Oranje Zwart en EMHC. De vrouwen maakten hun debuut in de Hoofdklasse in het seizoen 1985. Ze degradeerden echter meteen weer samen met de mannen. Sinds 1989 spelen de dames permanent in de Hoofdklasse. Toen Nederland voor het eerst kennis maakte met de play offs in 1993 deden de dames als nummer drie op de ranglijst mee aan de eerste editie. In de halve finales verloren de vrouwen van Amsterdam. Na acht play-offdeelnames lukte het de dames in 2003 om de finale van de play offs te bereiken. In de tweede wedstrijd waren de dames dichtbij met een verlenging tegen Den Bosch, maar het was Ageeth Boomgaardt die de winnende maakte voor Den Bosch. In 2010 en 2011 stonden de dames dan weer in de finale van de play offs, maar verloren ze steeds in twee wedstrijden van de Bossche dames. Nog altijd wachten de dames met coach Robert-Jan Cox op het eerste landskampioenschap. Den Bosch werd in 2012 wel verslagen in de finale van de EuroHockey Club Champions Cup. In 2021 degradeerden de dames naar de Promotieklasse.

## Erelijst
- Landskampioen
  - Heren: 1956, 1961, 1969
- Landskampioen zaalhockey
  - Dames: 2008, 2018, 2020
- EuroHockey Club Champions Cup
  - Dames: 2012
- Europacup zaalhockey
  - Dames: 2019

## Bekende spelers/speelsters
Onderstaande spelers kwamen ook uit in de nationale teams:
Heren
- Evert van den Bos
- Jan-Willem van Erven Dorens
- Robbie van Erven Dorens
- Jan Piet Fokker
- Roderik Huber
- Coen Kranenberg
- Roepie Kruize
- Tippy de Lanoy Meijer
- Paul Leopold
- Dick Loggere
- Melchior Looijen
- Charles Marres
- Eddie Ockenden
- Theo Terlingen
- Kik Thole
- Peter Vorfeld
- Robbert van der Peppel
- Diederik van Weel

Dames
- Jolein Abbas
- Marijke Alsbach
- Naomi van As
- Marceline Diemer Kool
- Nora Diemer Kool
- Sonja Dudok van Heel
- Wieke Dijkstra
- Miek van Geenhuizen
- Frederiek Grijpma
- Elsemieke Havenga
- Fleur van de Kieft
- Elske Kruize
- Sieke Kruize
- Kim Lammers
- Laurien Leurink
- Sabine Romkes
- Minke Smabers
- Hanneke Smabers
- Joyce Sombroek
- Alexandra van der Tuin
- Mieketine Wouters
- Carlijn Welten

Sonja Dudok van Heel en Carel van Kempen werden internationaal scheidsrechter.